# Nová Paka
Nová Paka település Csehországban, a Jičíni járásban. Nová Paka Lužany, Choteč, Levínská Olešnice, Vidochov, Stará Paka, Úbislavice, Lázně Bělohrad és Pecka településekkel határos. Lakosainak száma 9060 fő (2024. január 1.).

## Népesség
A település lakosságának változását az alábbi diagram mutatja:
| Lakosok száma | 7270 | 7352 | 8568 | 8072 | 8842 | 9299 | 9165 | 9094 | 8857 | 9060 |
|               | 1869 | 1890 | 1921 | 1950 | 1980 | 2001 | 2017 | 2019 | 2022 | 2024 |